# سسک دمگاه‌لیمویی
سسک دمگاه‌لیمویی (نام علمی: Phylloscopus chloronotus) نام یک گونه از تیره سسکان برگی است.